# Napinka
Napinka est une ancienne communauté du Manitoba (au Canada) située au sud-ouest de la province dans la municipalité rurale de Brenda. Napinka est désormais considérée comme une ville fantôme.